# Pallavolo Scandicci Savino Del Bene 2021-2022
Questa voce raccoglie le informazioni riguardanti la Pallavolo Scandicci Savino Del Bene nelle competizioni ufficiali della stagione 2021-2022.

## Stagione
Nella stagione 2021-22 la Pallavolo Scandicci Savino Del Bene assume la denominazione sponsorizzata di Savino Del Bene Scandicci.
Partecipa per l'ottava volta alla Serie A1; chiude la regular season di campionato al quarto posto in classifica, qualificandosi per i play-off scudetto, dove viene eliminata nelle semifinali dall'Imoco.
Grazie al quarto posto nella classifica avulsa determinata in base alle partite di campionato disputate fino alla data del 24 dicembre 2021, la Savino Del Bene si qualifica per la Coppa Italia, uscendo ai quarti di finale a seguito della sconfitta contro la UYBA.
Partecipa inoltre alla Challenge Cup: conquista la competizione dopo aver vinto tutte le gare disputate, battendo nella doppia finale l'Haris.

## Organigramma societario
Area direttiva
- Presidente: Sergio Bazzurro

Area tecnica
- Allenatore: Massimo Barbolini
- Allenatore in seconda: Sándor Kántor
- Assistente allenatore: Luca Nico
- Scout man: Fabio Gabban

## Rosa
| N° | Nome                | Ruolo | Data di nascita   | Nazionalità sportiva |
| -- | ------------------- | ----- | ----------------- | -------------------- |
| 1  | Veronica Angeloni   | S     | 6 luglio 1986     | Italia               |
| 2  | Sara Alberti        | C     | 3 gennaio 1993    | Italia               |
| 3  | Ana Beatriz Corrêa  | C     | 7 febbraio 1992   | Brasile              |
| 4  | Noemi Moschettini   | P     | 27 maggio 2003    | Italia               |
| 5  | Ofelia Malinov      | P     | 29 febbraio 1996  | Italia               |
| 6  | Francesca Napodano  | L     | 17 gennaio 1999   | Italia               |
| 7  | Elena Pietrini      | S     | 17 marzo 2000     | Italia               |
| 8  | Enrica Merlo        | L     | 28 dicembre 1988  | Italia               |
| 9  | Marina Lubian       | C     | 11 aprile 2000    | Italia               |
| 10 | Natália Pereira     | S     | 4 aprile 1989     | Brasile              |
| 11 | Louisa Lippmann     | O     | 23 settembre 1994 | Germania             |
| 12 | Hanna Orthmann      | S     | 3 ottobre 1998    | Germania             |
| 13 | Nikol Milanova      | P     | 10 agosto 2002    | Bulgaria             |
| 16 | Benedetta Bartolini | C     | 5 marzo 1999      | Italia               |
| 17 | Ekaterina Antropova | O     | 19 marzo 2003     | Russia               |
| 18 | Letizia Camera      | P     | 1º ottobre 1992   | Italia               |
| 19 | Indre Sorokaite     | O     | 2 luglio 1988     | Italia               |
| 24 | Brenda Castillo     | L     | 5 giugno 1992     | Rep. Dominicana      |

## Mercato
| Acquisti | Acquisti            | Acquisti              | Acquisti   |
| R.       | Nome                | da                    | Modalità   |
| -------- | ------------------- | --------------------- | ---------- |
| C        | Sara Alberti        | San Casciano          | definitivo |
| S        | Veronica Angeloni   | Wealth Planet Perugia | definitivo |
| O        | Ekaterina Antropova | Academy Sassuolo      | definitivo |
| C        | Benedetta Bartolini | Montecchio Maggiore   | definitivo |
| L        | Brenda Castillo     | Bauru                 | definitivo |
| C        | Ana Beatriz Corrêa  | Osasco                | definitivo |
| O        | Louisa Lippmann     | Lokomotiv Kaliningrad | definitivo |
| P        | Nikol Milanova      | Marica                | definitivo |
| P        | Noemi Moschettini   | Cuneo Granda          | definitivo |
| L        | Francesca Napodano  | AGIL                  | definitivo |
| S        | Hanna Orthmann      | Pro Victoria          | definitivo |
| S        | Natália Pereira     | Dinamo Mosca          | definitivo |
| O        | Indre Sorokaite     | San Casciano          | definitivo |

| Cessioni | Cessioni          | Cessioni          | Cessioni   |
| R.       | Nome              | a                 | Modalità   |
| -------- | ----------------- | ----------------- | ---------- |
| S        | Lucia Bosetti     | UYBA              | definitivo |
| L        | Luna Carocci      | Casalmaggiore     | definitivo |
| C        | Agnese Cecconello | Roma Club         | definitivo |
| S        | Megan Courtney    | Imoco             | definitivo |
| O        | Kimberly Drewniok | ASPTT Mulhouse    | definitivo |
| S        | Srna Marković     | Radomka           | definitivo |
| P        | Nikol Milanova    | Nyíregyháza       | definitivo |
| S        | Hanna Orthmann    | Türk Hava Yolları | definitivo |
| C        | Mina Popović      | Fenerbahçe        | definitivo |
| C        | Martina Šamadan   | HAOK Mladost      | definitivo |
| O        | Magdalena Stysiak | Pro Victoria      | definitivo |
| S        | Elica Vasileva    | Dinamo Mosca      | definitivo |

## Risultati

### Serie A1

#### Girone di andata
| 1ª giornata - 10 ottobre 2021 PalaRadi, Cremona                   | Casalmaggiore         | 3 - 0 | Savino Del Bene | 25-22, 25-23, 27-25               |
| 2ª giornata - 16 ottobre 2021 Palazzetto dello Sport, Scandicci   | Savino Del Bene       | 3 - 1 | Bergamo 1991    | 25-15, 26-24, 20-25, 25-15        |
| 3ª giornata - 20 ottobre 2021 PalaCastagnaretta, Cuneo            | Cuneo Granda          | 0 - 3 | Savino Del Bene | 24-26, 23-25, 21-25               |
| 4ª giornata - 24 ottobre 2021 Palazzetto dello Sport, Scandicci   | Savino Del Bene       | 3 - 0 | Trentino Rosa   | 25-22, 25-20, 25-19               |
| 5ª giornata - 31 ottobre 2021 PalaPiantanida, Busto Arsizio       | UYBA                  | 2 - 3 | Savino Del Bene | 21-25, 25-23, 25-16, 18-25, 12-15 |
| 6ª giornata - 7 novembre 2021 Palazzetto dello Sport, Scandicci   | Savino Del Bene       | 1 - 3 | Pro Victoria    | 14-25, 25-14, 24-26, 18-25        |
| 7ª giornata - 14 novembre 2021 Palazzetto dello Sport, Scandicci  | Savino Del Bene       | 3 - 1 | Chieri '76      | 26-24, 25-20, 18-25, 25-16        |
| 8ª giornata - 21 novembre 2021 PalaEvangelisti, Perugia           | Wealth Planet Perugia | 0 - 3 | Savino Del Bene | 21-25, 22-25, 22-25               |
| 9ª giornata - 28 novembre 2021 Palazzetto dello Sport, Scandicci  | Savino Del Bene       | 1 - 3 | Imoco           | 25-23, 24-26, 19-25, 21-25        |
| 10ª giornata - 5 dicembre 2021 Palazzo dello Sport, Roma          | Roma Club             | 1 - 3 | Savino Del Bene | 21-25, 23-25, 25-18, 27-29        |
| 11ª giornata - 11 dicembre 2021 PalaCarneroli, Urbino             | Megavolley            | 0 - 3 | Savino Del Bene | 21-25, 16-25, 14-25               |
| 12ª giornata - 19 dicembre 2021 Palazzetto dello Sport, Scandicci | Savino Del Bene       | 3 - 0 | AGIL            | 25-17, 25-21, 25-22               |
| 13ª giornata - 16 febbraio 2022 PalaWanny, Firenze                | San Casciano          | 1 - 3 | Savino Del Bene | 17-25, 25-20, 17-25, 27-29        |

#### Girone di ritorno
| 14ª giornata - 19 gennaio 2022 Palazzetto dello Sport, Scandicci  | Savino Del Bene | 3 - 0 | Casalmaggiore         | 25-20, 25-19, 25-15               |
| 15ª giornata - 16 gennaio 2022 Palazzetto dello sport, Bergamo    | Bergamo 1991    | 1 - 3 | Savino Del Bene       | 25-23, 23-25, 19-25, 14-25        |
| 16ª giornata - 23 gennaio 2022 Palazzetto dello Sport, Scandicci  | Savino Del Bene | 3 - 2 | Cuneo Granda          | 16-25, 22-25, 25-21, 25-19, 15-9  |
| 17ª giornata - 29 gennaio 2022 PalaSanbapolis, Trento             | Trentino Rosa   | 0 - 3 | Savino Del Bene       | 20-25, 15-25, 18-25               |
| 18ª giornata - 6 febbraio 2022 Palazzetto dello Sport, Scandicci  | Savino Del Bene | 3 - 0 | UYBA                  | 29-27, 25-20, 25-15               |
| 19ª giornata - 12 febbraio 2022 Palazzetto dello Sport, Monza     | Pro Victoria    | 3 - 0 | Savino Del Bene       | 25-20, 25-21, 31-29               |
| 20ª giornata - 19 febbraio 2022 PalaMaddalene, Chieri             | Chieri '76      | 2 - 3 | Savino Del Bene       | 25-19, 32-34, 20-25, 25-19, 11-15 |
| 21ª giornata - 27 febbraio 2022 Palazzetto dello Sport, Scandicci | Savino Del Bene | 3 - 2 | Wealth Planet Perugia | 25-22, 25-23, 23-25, 20-25, 15-9  |
| 22ª giornata - 6 marzo 2022 PalaVerde, Villorba                   | Imoco           | 3 - 1 | Savino Del Bene       | 20-25, 25-22, 25-21, 25-22        |
| 23ª giornata - 12 marzo 2022 Palazzetto dello Sport, Scandicci    | Savino Del Bene | 3 - 1 | Roma Club             | 25-19, 23-25, 25-22, 25-18        |
| 24ª giornata - 20 marzo 2022 Palazzetto dello Sport, Scandicci    | Savino Del Bene | 2 - 3 | Megavolley            | 25-22, 20-25, 25-18, 18-25, 15-17 |
| 25ª giornata - 27 marzo 2022 PalaTerdoppio, Novara                | AGIL            | 0 - 3 | Savino Del Bene       | 17-25, 23-25, 22-25               |
| 26ª giornata - 2 aprile 2022 Palazzetto dello Sport, Scandicci    | Savino Del Bene | 3 - 1 | San Casciano          | 25-20, 23-25, 25-19, 25-20        |

#### Play-off scudetto
| Quarti di finale (gara 1) - 10 aprile 2022 Palazzetto dello Sport, Scandicci | Savino Del Bene | 3 - 0 | UYBA            | 25-20, 28-26, 25-13        |
| Quarti di finale (gara 2) - 13 aprile 2022 PalaPiantanida, Busto Arsizio     | UYBA            | 0 - 3 | Savino Del Bene | 14-25, 18-25, 15-25        |
| Semifinali (gara 1) - 20 aprile 2022 PalaVerde, Villorba                     | Imoco           | 3 - 0 | Savino Del Bene | 25-23, 25-21, 25-21        |
| Semifinali (gara 2) - 23 aprile 2022 Palazzetto dello Sport, Scandicci       | Savino Del Bene | 1 - 3 | Imoco           | 25-22, 22-25, 11-25, 21-25 |

### Coppa Italia
| Quarti di finale - 3 gennaio 2022 Palazzetto dello Sport, Scandicci | Savino Del Bene | 1 - 3 | UYBA | 22-25, 22-25, 25-19, 19-25 |

### Challenge Cup
| Sedicesimi di finale (andata) - 17 novembre 2021 Palazzetto dello Sport, Scandicci  | Thetis          | 0 - 3 | Savino Del Bene | 11-25, 15-25, 21-25               |
| Sedicesimi di finale (ritorno) - 18 novembre 2021 Palazzetto dello Sport, Scandicci | Savino Del Bene | 3 - 0 | Thetis          | 25-20, 25-20, 25-15               |
| Ottavi di finale (andata) - 8 dicembre 2021 Palazzetto dello Sport, Scandicci       | Savino Del Bene | 3 - 1 | Potsdam         | 20-25, 25-15, 25-18, 25-16        |
| Ottavi di finale (ritorno) - 14 dicembre 2021 MBS Arena Potsdam, Potsdam            | Potsdam         | 0 - 3 | Savino Del Bene | 17-25, 16-25, 17-25               |
| Quarti di finale (andata) - 26 gennaio 2022 Palazzetto dello Sport, Scandicci       | Savino Del Bene | 3 - 1 | RC Cannes       | 25-14, 24-26, 25-22, 25-19        |
| Quarti di finale (ritorno) - 2 febbraio 2022 Palais des Victoires, Cannes           | RC Cannes       | 0 - 3 | Savino Del Bene | 26-28, 18-25, 25-27               |
| Semifinali (andata) - 24 febbraio 2022 Mimar Sinan Spor Salonu, Aydın               | Aydın BB        | 2 - 3 | Savino Del Bene | 21-25, 25-23, 25-22, 18-25, 10-15 |
| Semifinali (ritorno) - 2 marzo 2022 Palazzetto dello Sport, Scandicci               | Savino Del Bene | 3 - 0 | Aydın BB        | 25-14, 25-15, 25-22               |
| Finale (andata) - 16 marzo 2022 Pabellón Santiago Martín, San Cristóbal             | Haris           | 0 - 3 | Savino Del Bene | 20-25, 22-25, 15-25               |
| Finale (ritorno) - 23 marzo 2022 Palazzetto dello Sport, Scandicci                  | Savino Del Bene | 3 - 0 | Haris           | 25-12, 25-12, 25-10               |

## Statistiche

### Statistiche di squadra
| Competizione  | Punti | In casa | In casa | In casa | In trasferta | In trasferta | In trasferta | Totale | Totale | Totale |
| Competizione  | Punti | G       | V       | P       | G            | V            | P            | G      | V      | P      |
| ------------- | ----- | ------- | ------- | ------- | ------------ | ------------ | ------------ | ------ | ------ | ------ |
| Serie A1      | 57    | 15      | 11      | 4       | 15           | 11           | 4            | 30     | 22     | 8      |
| Coppa Italia  | -     | 1       | 0       | 1       | 0            | 0            | 0            | 1      | 0      | 1      |
| Challenge Cup | -     | 5       | 5       | 0       | 5            | 5            | 0            | 10     | 10     | 0      |
| Totale        | -     | 21      | 16      | 5       | 20           | 16           | 4            | 41     | 32     | 9      |

G = partite giocate; V = partite vinte; P = partite perse

### Statistiche dei giocatori
| Giocatore      | Serie A1 | Serie A1 | Serie A1 | Serie A1 | Serie A1 | Coppa Italia | Coppa Italia | Coppa Italia | Coppa Italia | Coppa Italia | Challenge Cup | Challenge Cup | Challenge Cup | Challenge Cup | Challenge Cup | Totale | Totale | Totale | Totale | Totale |
| Giocatore      | P        | PT       | AV       | MV       | BV       | P            | PT           | AV           | MV           | BV           | P             | PT            | AV            | MV            | BV            | P      | PT     | AV     | MV     | BV     |
| -------------- | -------- | -------- | -------- | -------- | -------- | ------------ | ------------ | ------------ | ------------ | ------------ | ------------- | ------------- | ------------- | ------------- | ------------- | ------ | ------ | ------ | ------ | ------ |
| S. Alberti     | 29       | 192      | 112      | 72       | 8        | 1            | 3            | 2            | 1            | 0            | 9             | 65            | 36            | 24            | 5             | 39     | 260    | 150    | 97     | 13     |
| V. Angeloni    | 20       | 41       | 35       | 2        | 4        | 1            | 0            | 0            | 0            | 0            | 8             | 45            | 41            | 3             | 1             | 29     | 86     | 76     | 5      | 5      |
| E. Antropova   | 25       | 354      | 269      | 38       | 47       | 1            | 6            | 6            | 0            | 0            | 9             | 119           | 88            | 24            | 7             | 35     | 479    | 363    | 62     | 54     |
| B. Bartolini   | 1        | 3        | 0        | 2        | 1        | 0            | 0            | 0            | 0            | 0            | 3             | 14            | 8             | 5             | 1             | 4      | 17     | 8      | 7      | 2      |
| L. Camera      | 15       | 0        | 0        | 0        | 0        | -            | -            | -            | -            | -            | 4             | 0             | 0             | 0             | 0             | 19     | 0      | 0      | 0      | 0      |
| B. Castillo    | 30       | 0        | 0        | 0        | 0        | 1            | 0            | 0            | 0            | 0            | 8             | 0             | 0             | 0             | 0             | 39     | 0      | 0      | 0      | 0      |
| A. Corrêa      | 25       | 148      | 86       | 58       | 4        | 1            | 7            | 7            | 0            | 0            | 9             | 44            | 36            | 7             | 1             | 35     | 199    | 129    | 65     | 5      |
| L. Lippmann    | 27       | 275      | 249      | 18       | 8        | 1            | 16           | 14           | 1            | 1            | 9             | 84            | 74            | 7             | 3             | 37     | 375    | 337    | 26     | 12     |
| M. Lubian      | 19       | 143      | 106      | 19       | 18       | 1            | 5            | 5            | 0            | 0            | 7             | 31            | 20            | 6             | 5             | 27     | 179    | 131    | 25     | 23     |
| O. Malinov     | 30       | 106      | 71       | 26       | 9        | 1            | 10           | 6            | 3            | 1            | 9             | 31            | 22            | 7             | 2             | 40     | 177    | 99     | 36     | 12     |
| E. Merlo       | 3        | 0        | 0        | 0        | 0        | -            | -            | -            | -            | -            | -             | -             | -             | -             | -             | 3      | 0      | 0      | 0      | 0      |
| N. Milanova    | 3        | 6        | 2        | 3        | 1        | -            | -            | -            | -            | -            | 3             | 4             | 3             | 1             | 0             | 6      | 10     | 5      | 4      | 1      |
| N. Moschettini | 0        | 0        | 0        | 0        | 0        | 0            | 0            | 0            | 0            | 0            | -             | -             | -             | -             | -             | 0      | 0      | 0      | 0      | 0      |
| F. Napodano    | 8        | 0        | 0        | 0        | 0        | 0            | 0            | 0            | 0            | 0            | 4             | 0             | 0             | 0             | 0             | 12     | 0      | 0      | 0      | 0      |
| H. Orthmann    | 9        | 35       | 26       | 2        | 7        | 0            | 0            | 0            | 0            | 0            | 4             | 18            | 11            | 3             | 4             | 13     | 53     | 37     | 5      | 11     |
| N. Pereira     | 28       | 272      | 232      | 23       | 17       | 1            | 12           | 8            | 4            | 0            | 7             | 61            | 49            | 9             | 3             | 36     | 345    | 289    | 36     | 20     |
| E. Pietrini    | 28       | 326      | 285      | 27       | 14       | 1            | 14           | 12           | 1            | 1            | 6             | 50            | 45            | 5             | 0             | 35     | 390    | 342    | 33     | 15     |
| I. Sorokaite   | 10       | 36       | 31       | 2        | 3        | -            | -            | -            | -            | -            | 4             | 50            | 40            | 5             | 5             | 14     | 86     | 71     | 7      | 8      |

P = presenze; PT = punti totali; AV = attacchi vincenti; MV = muri vincenti; BV = battute vincenti